# Robert Ferner
Robert Orestes Ferner (* 15. Mai 1915 in Clear Spring, Iowa; † 8. August 1982) war ein amerikanischer Kryptoanalytiker, der während des Zweiten Weltkriegs wesentlich zur Entzifferung des verschlüsselten geheimen Nachrichtenverkehrs der Achsenmächte beigetragen hat.

## Leben
Robert Ferner kam während der Zeit des Ersten Weltkriegs im Mittleren Westen der Vereinigten Staaten auf die Welt. Sowohl sein Vater, Orestes Asa Ferner, ein Pädagoge, als auch seine Mutter, Marie Pfund Ferner, stammten aus Familien, die in der Mitte des 18. Jahrhunderts aus der Schweiz eingewandert waren. Robert war der jüngste Sohn der Familie. Er hatte drei Brüder, von denen der älteste bereits als Kind gestorben war. Als Robert noch sehr jung war, zog die Familie auf eine Farm in die Nähe der Stadt Alliance im US‑Bundesstaat Ohio.
Dort besuchte er die High School, die er als Sechzehnjähriger im Jahr 1931 abschloss. Anschließend studierte er Physik am Mount Union College (heute: University of Mount Union) in Alliance und schloss das Studium dort im Jahr 1935 ab. Während dieser Zeit lernte er Erma Pauline Woodward kennen. Sie heirateten im Juni 1937. Das junge Ehepaar verließ Iowa und zog in die Hauptstadt Washington. Seit dem 1. Juli 1936 arbeitete Robert Ferner dort als Junior-Kryptoanalytiker beim Signal Intelligence Service (SIS). Nach Abraham Sinkov, Solomon Kullback und Frank Rowlett, die alle im Jahr 1930 vom amerikanischen Chef-Kryptologen William Friedman angestellt worden waren, war er nach sechs Jahren der Erste, der neu zum SIS hinzukam.

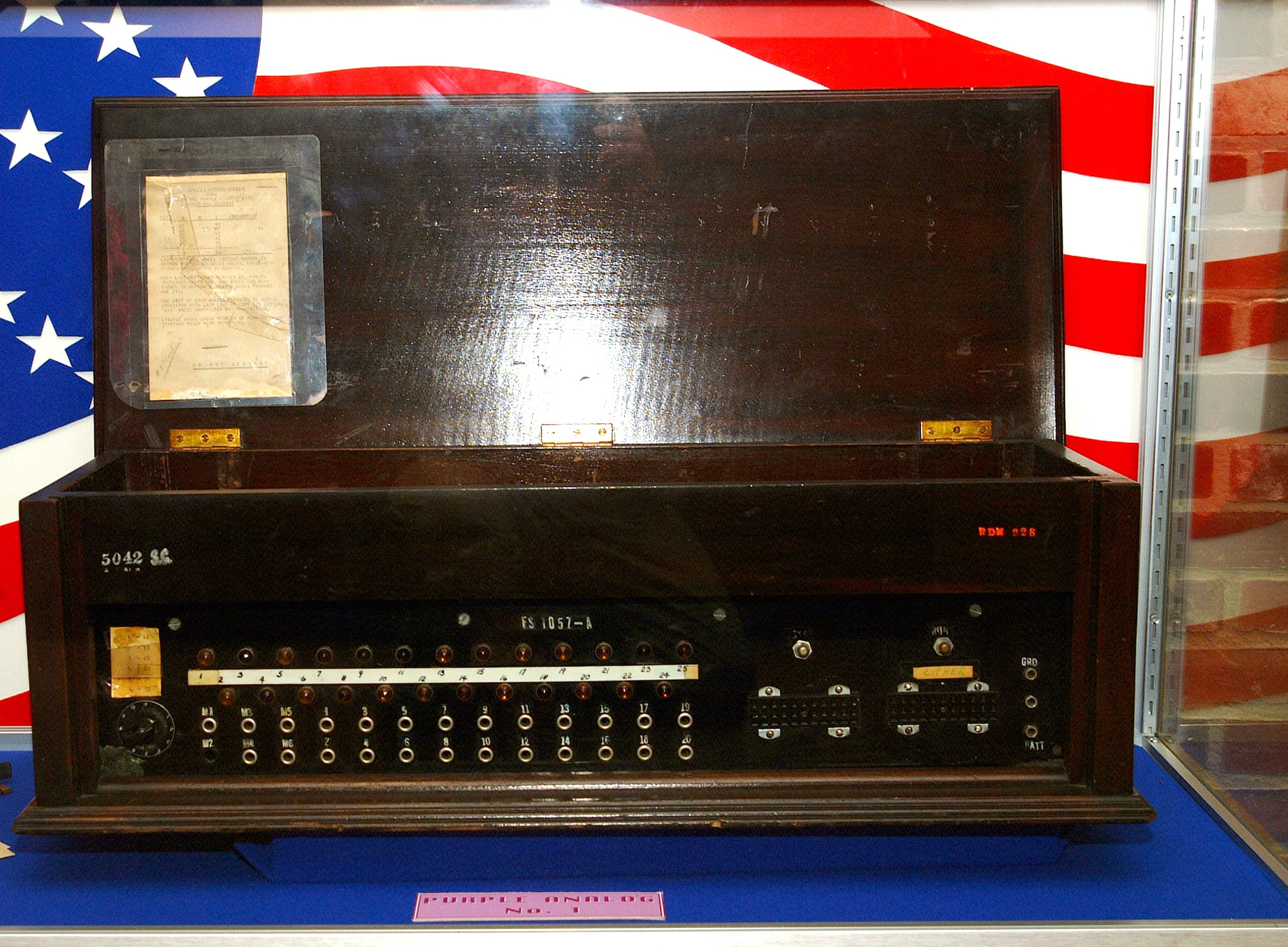
Amerikanischer Purple-Nachbau

In den folgenden Jahren erwarb er sich den Ruf eines Experten für die Kryptanalyse maschineller Chiffren. Zusammen mit Rowlett arbeitete er sehr erfolgreich an japanischen Verschlüsselungsverfahren, wie der Purple-Maschine (Bild). Die Entzifferung der damit verschlüsselten Nachrichten ermöglichte den Alliierten direkte Einblicke in die taktischen und strategischen Planungen des Japanischen Kaiserreichs und des Dritten Reichs.
Robert Ferner leistete darüber hinaus wesentliche Beiträge auf amerikanischer Seite zum fortgesetzten Bruch der deutschen Enigma-Maschine und trug maßgeblich dazu bei, den vermeintlich „unbrechbaren“ deutschen Diplomatenverkehr zu entziffern (siehe auch: Floradora). Im Jahr 1943 reiste er ins Vereinigte Königreich nach Bletchley Park (B.P.), der Zentrale der britischen Codebreakers, und arbeitete dort mit ihnen zusammen. Nach seiner Rückkehr in die USA übernahm er die Leitung der neuen Forschungsabteilung der Signal Security Agency (SSA) der United States Army und leitete sie für den Rest des Krieges.
Im Jahr 1948 verließ er den kryptologischen Dienst, vor allem aus gesundheitlichen Gründen, wurde aber 1952 kurzzeitig zurückgerufen, um als Berater zur Lösung eines hochrangigen kryptanalytischen Problems beizutragen. Einer seiner Chefs bezeichnete ihn als „die Person, die uns bei diesem Problem am besten zum Erfolg verhelfen kann“ (im Original: “the one person most apt to help us along to success on this problem.”)
Robert und Erma Ferner hatten eine Tochter, Jean, und einen Sohn, Thomas, der im Alter von nur 8 Jahren starb. Robert Ferner wurde 67 Jahre alt. Er verstarb im Jahr 1982 an einem plötzlichen Herzinfarkt.
Im Jahr 2022 wurde Robert Orestes Ferner postum in die Hall of Honor („Ehrenhalle“) der National Security Agency (NSA) aufgenommen.